# ツパマロス

ツパマロスの旗

ツパマロス（Tupamaros トゥパマロス）は、ウルグアイの極左武装組織。ペルーの反乱指導者トゥパク・アマルⅡ世（トゥパマロ）にちなんで命名されたが、ここでのトゥパマロスという名前は、直接的にはウルグアイの独立指導者で共和派のカウディージョ、ホセ・アルティーガスの率いた解放軍の名前に由来する。1960年代から1970年代のはじめにかけて、南米最強の都市ゲリラとして知られていた。ツパマロス民族解放運動(Movimiento de Liberación Nacional - Tupamaros (MLN-T)とも呼ばれる。

## 歴史
ツパマロスは、1962年に、チェ・ゲバラに影響された社会主義者のラウル・センディックら20人によって結成され、武力による社会主義革命を目指した。ラウル・センディックは、当初は労働運動を指導する立場から、ウルグアイ北部の砂糖黍労働者を率いてモンテビデオへの行進を指導し、砂糖黍労働者の窮状を訴えた。だが、行進という平和的な手段が全く影響を与えなかったことに深い怒りを感じ、武力革命を目指すことになった。翌年、射撃クラブを襲撃して1ダースの銃を奪うことから作戦を開始し、1年半の準備ののち、政府機関への襲撃、要人の誘拐や暗殺、外国企業や銀行への襲撃などを行った。
1960年代のウルグアイは長期の経済危機にあり、彼らの体制批判は大衆に広く受け入れ、義賊とも呼ばれたが、その過激な活動は、1971年の大統領選挙で左翼政党「拡大戦線」が敗北してからいっそうエスカレートし、警察の拠点を襲撃したり、タクシー会社を襲撃して無線機を強奪するなどの暴挙を繰り返した。
1972年、実に30万人ものウルグアイ人を監視していたともいわれるウルグアイ軍内の「死の中隊」の軍人暗殺事件によって、ウルグアイは内戦状態に陥った。国内治安の回復を図るため、フアン・マリーア・ボルダベリー大統領は、軍・警察の総力を挙げツパマロス壊滅に努め、世論を味方につけることにも成功する。その結果、1973年までにセンディックら2000人のメンバーが逮捕され、ツパマロスは壊滅状態になった。しかし、こうして捕らえられた人々の中には、ゲリラとは無関係の労働組合員や、拡大戦線の党員、及び全く無関係の市民が多数含まれていた。こうしてウルグアイは、軍部の力が強大化し、1985年まで軍事政権が存続した。だが、民政移管とともに、ツパマロスのメンバーは釈放され、ツパマロスもテロを放棄して合法政党となり、拡大戦線に合流した。 

## 関連作品
- 戒厳令 - コスタ＝ガヴラスによるフランス＝イタリアの合作映画。アジェンデ政権下のチリでロケを行い、トゥパマロスとウルグアイ軍の死の部隊の対決を描いている。
- ホセ・ムヒカ - 元メンバー。ウルグアイ第40代大統領。